# Parc d'État de Hanging Rock
Le parc d'État de Hanging Rock est un parc d'État de Caroline du Nord situé dans le Comté de Stokes aux États-Unis. Il est situé près de la ville de Danburry et couvre 28,40 km2 (7019 acres).

## Histoire
En 1936, la fondation Winston-Salem et le comité du comté de Stokes pour Hanging Rock donnèrent 1 253 ha (3096 acres) à la Caroline du Nord pour établir un parc d'État. Avant cela, les terrains avaient été achetés par des promoteurs pour créer une station de montagne sur son plus haut sommet.  Ces plans échouèrent lorsque les promoteurs firent faillite au moment du début de la construction. Après que l'État ait acquis la propriété des terres, le Civilian Conservation Corps construisit les équipements d'origine entre 1935 et 1942, y compris la construction d'un lac de 4,9 ha et les bains publics, qui sont aujourd'hui sur le registre national des monuments historiques. Les acquisitions successives de terrains dans les années 1970 ajoutèrent au parc les Lower Cascades, une chute d'eau de 12 m de haut, et le Tory's Den, un affleurement rocheux qui aurait servi de cachette aux loyalistes britanniques pendant la Révolution américaine. Une autre grande partie de terre a été achetée en 2000 qui a ajouté la Flat Shoals Mountain, un petit sommet visible seulement du haut de Hanging Rock.

## Écologie
En raison de son emplacement unique, le parc est un lieu privilégié pour de nombreuses espèces de flore qui se trouve généralement dans la partie la plus à l'ouest de l'État. La pruche de la Caroline et la pruche du Canada croissent côte à côte, et au printemps les visiteurs peuvent admirer les couleurs chatoyantes des rhododendrons, des lauriers de montagne, des azalées et d'un certain nombre d'autres fleurs sauvages. La majeure partie du  parc est constituée par des chênes, avec notamment le chêne châtaignier.
Le parc est aussi l'habitat d'une espèce rare, la salamandre de Wehrle. Des faucons pèlerins nichent dans les rochers escarpés sur les hauts sommets du parc. Il est possible de voir aussi des corbeaux et des vautours. Le cerf de Virginie et le dindon sauvage peuvent être rencontrés en marchant sur les pistes du parc.
Deux serpents venimeux, l'Agkistrodon contortrix et le Crotalus horridus (crotale des bois), vivent dans le parc et ne sont pas dangereux s'ils ne sont pas provoqués.

## Source
- (en) Cet article est partiellement ou en totalité issu de l’article de Wikipédia en anglais intitulé « Hanging Rock State Park » (voir la liste des auteurs).